# Мери Џозефин Ханан
Мери Џозефин Ханан (Даблин, 26. јануар 1859 — 7. јул 1936, Hartbeespoort) била је једна од првих жена лекара у Ирској и ватрена поборница женских права и заговорница деце и јавног здравља. Живот је провела борећи се за ове циљеве, стекавши на том путу много непријатеља али и пријатеља истомишљеника. Хананина посвећеност медицини, као и њена упорност за равноправност жена, обликоваће генерације жена после ње.  

## Живот и каријера
Рођена је у Ирској од оца Блумфилда и мајке Грејс Инграм Ханан, која  је умрла када је Мери имала само четири године. По завршетку основног школовања Мери је кренути стопама свог брата Франсиса и уписала се на Краљевски колеџ хирурга у Ирској, у новембра 1886. године у доби од 27, само годину дана након што је женама било дозвољено да похађају ту институцију. Иако није била прва жена која је студирала на овом колеџу, била је прва жена која је на овом колеџу дипломирала. Иако није постојала гаранције да ће као жена моћи да се бави медицином када и ако дипломира, јер су медицинским пољем у потпуности владали и доминирали мушкарци. Дипломирала је четири године 1890. године
Убрзо након што је дипломирала отпутовала је у Индију да ради као прва „лекарка на чекању“. По доласку у Индију, посветила се побољшању здравствене заштите жена и деце радећи у земљи са јако мало жена лекара. У Индији је радила у болници Викторија, држава Котах, а затим у болници Даферин, држава Улвар. Године 1894. постала је главни медицински службеник у болници Лејди Даферин у Шикарпару, Горњи Синд. У време боравка у Индији именована је за почасног медицинског саветника Војске спаса.
Године 1896. отипутовала је у Велс, где је постала прва лекарка у Кардифу. 
Године 1900. вратила се у Ирску, у којој се бавила медицином и живела у Даблину на Мерион скверу. Када је 1903. напустила  Ирску упутила се у Јужну Африку, где је постала члан Генералног комитета Јужноафричког медицинског конгреса. Њен рад тамо се фокусирао на побољшање јавног здравља жена. Годинама је радила са домаћим женама као медицински службеник, и упоредо држала предавања бабицама  у породилишту Викторија у Јоханесбургу. У Преторији је покренула покрет девојка водича—који је је био сличан извиђачима у Сједињеним Америчким Државама. 
Током 1920-их, Ханан је напустила Јужну Африку и отпутовала у Париз, Њујорк и Лондон да настави свој рад и студије, и стекла постдипломске дипломе у Лондону и Паризу. Док је била у Њујорку, радила је са Америчком организацијом за здравље деце, фокусирајући своје истраживање на педијатрју, дерматологију и јавно здравље. У Њујорку је била под великим утицајем Америчке здравствене организације деце, ослањајући се на њене принципе и публикације. 
Ханан се пензионисала у Хартбеспрт-у, где је живела до своје смрти 1936. године у седамдесетосмој години живота. 
Борац за женска права
Ханан је у својој земљи и свуда где је живела и радила  била пионир покрета за женска права. Била је активна чланица Лиге за избор жена, једне од првих организација средње класе која је промовисала право гласа жена.   
Мери Ханан је у свом животу играла многе улоге, али њена најкориснија и да се дода најкарактеристичнија улога била је улога жене у медицини која је имала дубоко интересовање за свој позив са укорењеном и са страсном оданошћу истини.  Снажан карактер, њена отвореност и презир према свему што је уживало у непоштењу створили су јој непријатеље.  Није се плашила да критикује истакнуте политичаре... На неки начин била је натопљена мисионарским духом, иако су је њен јаки здрав разум и уважавање хумора чинили мање агресивном и једностраном него што би иначе била. О томе говори и овај цитат… 
…Када је у знак протеста 1903. као чланица Лиге за ослободјење жена одбила  да плати порез који се односио на неудате жене, али не и на неожењене мушкарце, приведена је на суд.  На суду се бранила, својом оштроумношћу и смислом за хумор. како је писала штампа.  Међутим, чланови суда су њену одбрану исмевали и омаловажавали. Овим чином њена намера је била да случај доспе све до Врховног суда ако буде потребно. Због њених напора у заштити женских права један новински чланак описао ју је као „шампионке неудатих дама“.  
Ханан је такође покренула и покрет за девојке у Преторији, поставши добро позната личност у покрету.
Писац чланака о здрављу
Ханнанова посебна поља интересовања биле су педијатрија и дерматологија, а раних 1920-их наставила је да се образује током боравка у Лондону, Паризу и Њујорку.  У Њујорку је била под великим утицајем Америчке здравствене организације деце, ослањајући се на њене принципе и публикације за свој Приручник о здравственом образовању деце и сродним предметима за јужноафричке родитеље и школске наставнике (1924).  чланака о јавном здрављу у новинама и часописима.
Писала је и објављивала чланке  јавном здрављу у часописима и новинама, и писал приручнике који су дала значајан допринос у области медицине. Приручник о здравственом образовању деце и сродним предметима за јужноафричке родитеље и школске наставнике објавила је 1924. године. Ово дело служило је као референца до средине 1970-их, посебно један љегов део који је   био је важан за подучавања деце о сексуалном образовању (које је било веома прогресивно у том периоду). У свом приручнику анализирала је зашто се сексуално васпитање не предаје често деци и за то навела бројне разлоге.  
Како је веровала је да су родитељи одговорни за подучавање деве из сексуалног васпитања написала је приручник као водич из те области, у коме је секс описала као нешто природно, а не као табу.
Ханан се пензионисала у Hartbeespoort, Северна Африка где је живела све до своје смрти 1936. године у седамдесетосмој години живота. 

## Признање
У Краљевском колеџу хирурга у Ирској 9. марта 2019. године представљено је осам портрета Иркиња, из области медицине, међу којима и Хананин портрет, као део пројекта Жене на зидовима, кампање која настоји да истакне женска достигнућа кроз наручене портрете.